# Nordestina
Nordestina là một đô thị thuộc bang Bahia, Brasil. Đô thị này có diện tích 470,916 km², dân số năm 2007 là 12147 người, mật độ 25,79 người/km².